# Takahiro Yamaguchi
Takahiro Yamaguchi (山口 貴弘 Yamaguchi Takahiro?, nacido el 8 de mayo de 1984 en Tokio) es un futbolista japonés que se desempeña como defensa.

## Trayectoria

### Clubes
| Club             | País  | Año         |
| ---------------- | ----- | ----------- |
| Shonan Bellmare  | Japón | 2007 - 2012 |
| V-Varen Nagasaki | Japón | 2013 - 2014 |
| Oita Trinita     | Japón | 2015 - 2017 |

## Estadística de carrera

### J. League
| Club             | Año   | J. League | J. League | Copa J. League | Copa J. League | Total | Total |
| Club             | Año   | Part.     | Goles     | Part.          | Goles          | Part. | Goles |
| ---------------- | ----- | --------- | --------- | -------------- | -------------- | ----- | ----- |
| Shonan Bellmare  | 2007  | 27        | 1         | -              | -              | 27    | 1     |
| Shonan Bellmare  | 2008  | 29        | 0         | -              | -              | 29    | 0     |
| Shonan Bellmare  | 2009  | 30        | 0         | -              | -              | 30    | 0     |
| Shonan Bellmare  | 2010  | 20        | 1         | 4              | 0              | 24    | 1     |
| Shonan Bellmare  | 2011  | 19        | 0         | -              | -              | 19    | 0     |
| Shonan Bellmare  | 2012  | 10        | 0         | -              | -              | 10    | 0     |
| V-Varen Nagasaki | 2013  | 41        | 3         | -              | -              | 41    | 3     |
| V-Varen Nagasaki | 2014  | 37        | 1         | -              | -              | 37    | 1     |
| Oita Trinita     | 2015  | 28        | 2         | -              | -              | 28    | 2     |
| Oita Trinita     | 2016  | 14        | 0         | -              | -              | 14    | 0     |
| Oita Trinita     | 2017  | 2         | 0         | -              | -              | 2     | 0     |
| Total            | Total | 257       | 8         | 4              | 0              | 261   | 8     |

## Palmarés

### Títulos nacionales
| Título    | Club         | País  | Año  |
| --------- | ------------ | ----- | ---- |
| J3 League | Oita Trinita | Japón | 2016 |